# Corpen Aike
Corpen Aike is een departement in de Argentijnse provincie Santa Cruz. Het departement (Spaans:  departamento) heeft een oppervlakte van 26.350 km² en telt 7.942 inwoners. De hoofdplaats is Puerto Santa Cruz.

## Plaatsen in departement Corpen Aike
- Comandante Luis Piedrabuena
- Puerto Santa Cruz
- Puerto de Punta Quilla
- Río Chico